# Liao-jüan
Liao-jüan (čínsky pchin-jinem Liáoyuán, znaky 辽源) je městská prefektura v Čínské lidové republice, kde patří k provincii Ťi-lin v severovýchodní Číně. Celá prefektura má 5 138 čtverečních kilometrů, což ji dělá nejmenší městskou prefekturou provincie, a v roce 2010 v ní žilo přes milion obyvatel, v roce 2020 pak necelý milion. V rámci provincie leží prefektura na jihozápadě při hranici se sousední provincií Liao-ning, ve vzdálenosti zhruba 100 kilometrů na jihovýchod od Čchang-čchunu, hlavního města Ťi-linu.

## Administrativní členění
Městská prefektura Liao-jüan se člení na čtyři celky okresní úrovně, a sice dva městské obvody  a dva okresy.
| Lung-šan Si-an okres · Tung-feng okres · Tung-liao |        |                       |                    |                                  |
| Název                                              | Název  | Počet obyvatel (2020) | Rozloha km² (2020) | Hustota zalidnění (obyv. na km²) |
| český přepis                                       | znaky  | Počet obyvatel (2020) | Rozloha km² (2020) | Hustota zalidnění (obyv. na km²) |
| Městské obvody                                     |        |                       |                    |                                  |
| Lung-šan                                           | 龙山区 | 327 079               | 266                | 1 229                            |
| Si-an                                              | 西安区 | 136 337               | 169                | 808                              |
| Okresy                                             |        |                       |                    |                                  |
| Tung-feng                                          | 东丰县 | 307 302               | 2 522              | 122                              |
| Tung-liao                                          | 东辽县 | 226 185               | 2 180              | 104                              |
|                                                    |        |                       |                    |                                  |
| Celkem                                             | Celkem | 996 903               | 5 138              | 194                              |

## Partnerská města
Partnerským městem Liao-jüanu je Čerepovec v Ruské federaci.